# Distretto di Mjini
Il distretto di Mjini è un distretto della Tanzania situato nella regione di Zanzibar Urbana-Ovest. È suddiviso in 45 circoscrizioni (wards) e conta una popolazione di 223 033 abitanti (censimento 2012).
Circoscrizioni:
- Amani
- Chumbuni
- Gulioni
- Jang'ombe
- Karakana
- Kidongo Chekundu
- Kikwajuni Bondeni
- Kikwajuni Juu
- Kilimahewa Bondeni
- Kilimahewa Juu
- Kilimani
- Kiponda
- Kisima Majongoo
- Kisiwandui
- Kwaalimsha
- Kwaalinatu
- Kwahani
- Kwamtipura
- Kwa Wazee
- Magomeni
- Makadara
- Malindi
- Matarumbeta
- Mchangani
- Meya
- Miembeni
- Migombani
- Mikunguni
- Mkele
- Mkunazini
- Mlandege
- Mpendae
- Muungano
- Mwembeladu
- Mwembe Makumbi
- Mwembeshauri
- Mwembetanga
- Nyerere
- Rahaleo
- Sebleni
- Shangani
- Shaurimoyo
- Sogea
- Urusi
- Vikokotoni